# Соковка – Нижньокамськ
Соковка – Нижньокамськ – турбопровід, споруджений для подачі природного газу до Нижньокамського індустріального району.
Газопровід спорудили в 1983 – 1986 роках для подачі додаткового ресурсу до потужного Нижньокамського промислового вузла, в якому, зокрема, діють Нижньокамська ТЕЦ-1, Нижньокамська ТЕЦ-2, Набережночелнинська ТЕЦ, нафтохімічний комплекс у Нижньокамську, автозавод «КамАЗ». В 1960-х роках сюди вже подали ресурс по трубопроводу Міннібаєво – Іжевськ, проте його потужності було недостатньо для покриття зростаючого споживання.
Газопровід починається від компресорної станції Соковковська на трасі потужного Південного газотранспортного коридору (газопроводи Уренгой – Новопсков, Челябінськ – Петровськ), при цьому на більшій частині маршруту він прямує в одному коридорі з трубопроводом Оренбург – Заїнськ (транспортує ресурс Оренбурзького родовища). Завершується газопровід між Нижньокамськом та Набережними Челнами.
Газопровід має довжину 230 км, виконаний в діаметрі 1020 мм та розрахований на робочий тиск у 5,5 МПа.